# Zilia
Zilia (korsisch Ziglia) ist eine Gemeinde mit 314 Einwohnern (Stand 1. Januar 2022) im Département Haute-Corse auf der französischen Insel Korsika.

## Geografie
Zilia liegt im Nordwesten von Korsika auf einer Höhe von 360 Metern über dem Meeresspiegel in einem Tal zu Füßen des Gebirgszugs Monte Grosso. Die Gemeinde befindet sich 49 Kilometer südwestlich von Bastia, dem Sitz der Präfektur des Départements und 4 Kilometer nordwestlich des Regionalen Naturparks Korsika. Das Gemeindegebiet hat eine Fläche von 14,01 Quadratkilometern. Das Bergdorf wird von der Départementsstraße D151 als Durchgangsstraße passiert. Der Weiler Ghiarghia und das lieu-dit (‚Ort, der genannt wird...‘) Poffiume gehören zur Gemeinde.

## Geschichte
In der Zeit der Besetzung durch Rom gab es eine Ortschaft namens Podium Fluminis mit etwa 800 Einwohnern im heutigen lieu-dit Poffiume. Die Bewohner wanderten nach Zilia und Ghiarghia ab und Podium Fluminis verschwand fast völlig.
1509 wurde der Konvent von Alzipratu gegründet. Im 17. Jahrhundert wurde er von über 20 Mönchen bewohnt. Im 18. Jahrhundert diente er jedoch als Basis des Militärs im Unabhängigkeitskrieg, deshalb wurde die Anlage 1732 befestigt. Die französischen Truppen nutzten die Basis bis 1752, dann verließen sie die Insel. 1755, als Pascal Paoli die Regierung Korsikas übernahm, wurden die Gebäude von korsischen Einheiten genutzt. Nach der Vereinigung Korsikas mit Frankreich im Jahre 1768 kehrten die Mönche zurück und blieben bis zur Französischen Revolution (1789–1799).

### Bevölkerungsentwicklung
| Jahr      | 1962 | 1968 | 1975 | 1982 | 1990 | 1999 | 2007 | 2016 |
| --------- | ---- | ---- | ---- | ---- | ---- | ---- | ---- | ---- |
| Einwohner | 302  | 311  | 352  | 237  | 179  | 212  | 227  | 290  |

## Sehenswürdigkeiten

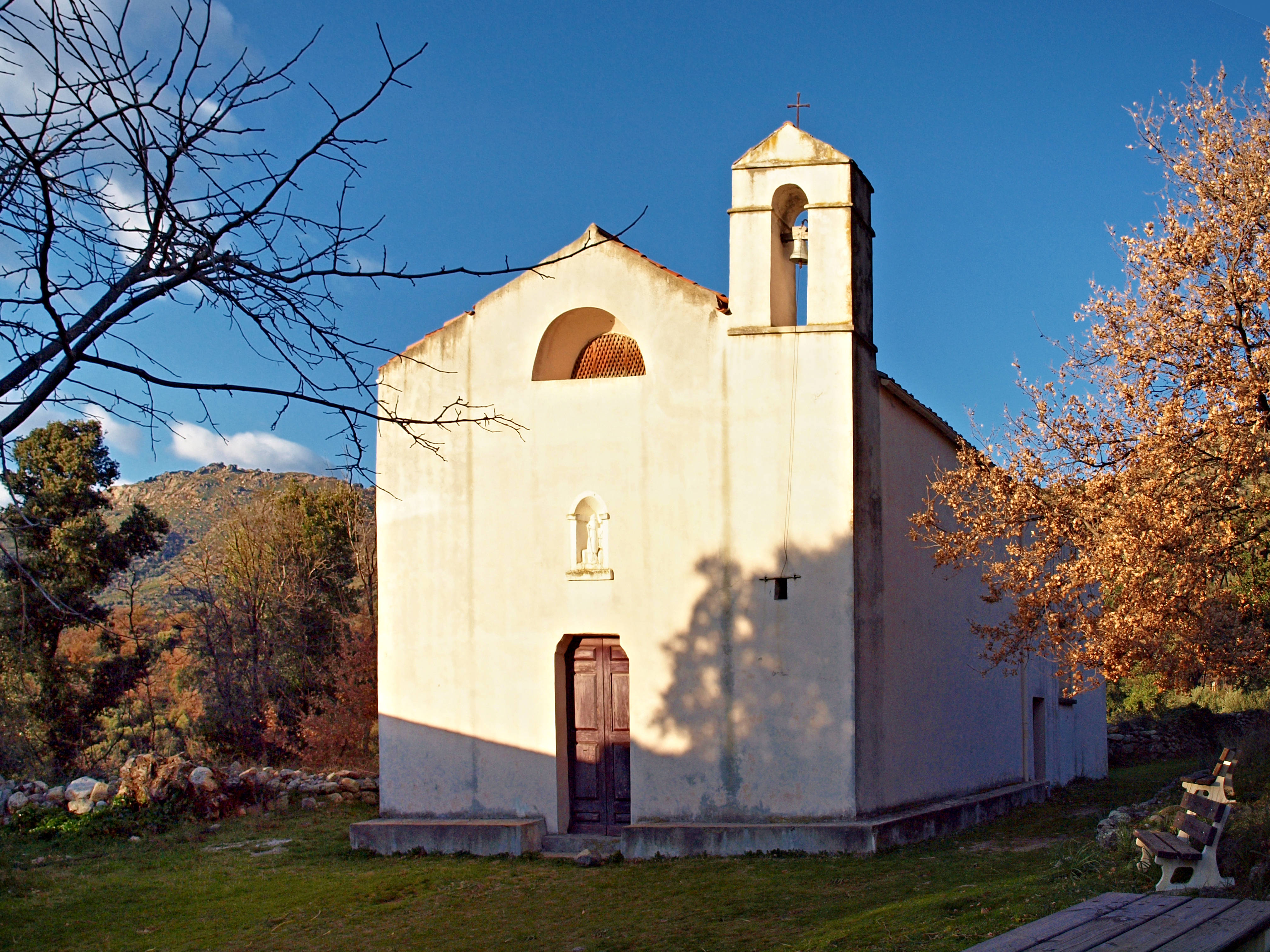
Kapelle Saint-François

Die Kapelle Saint-François steht im lieu-dit Poffiume. In der Kapelle steht eine Statue aus dem 17. Jahrhundert, die 1976 als Monument historique (‚historisches Denkmal‘) eingestuft wurde.

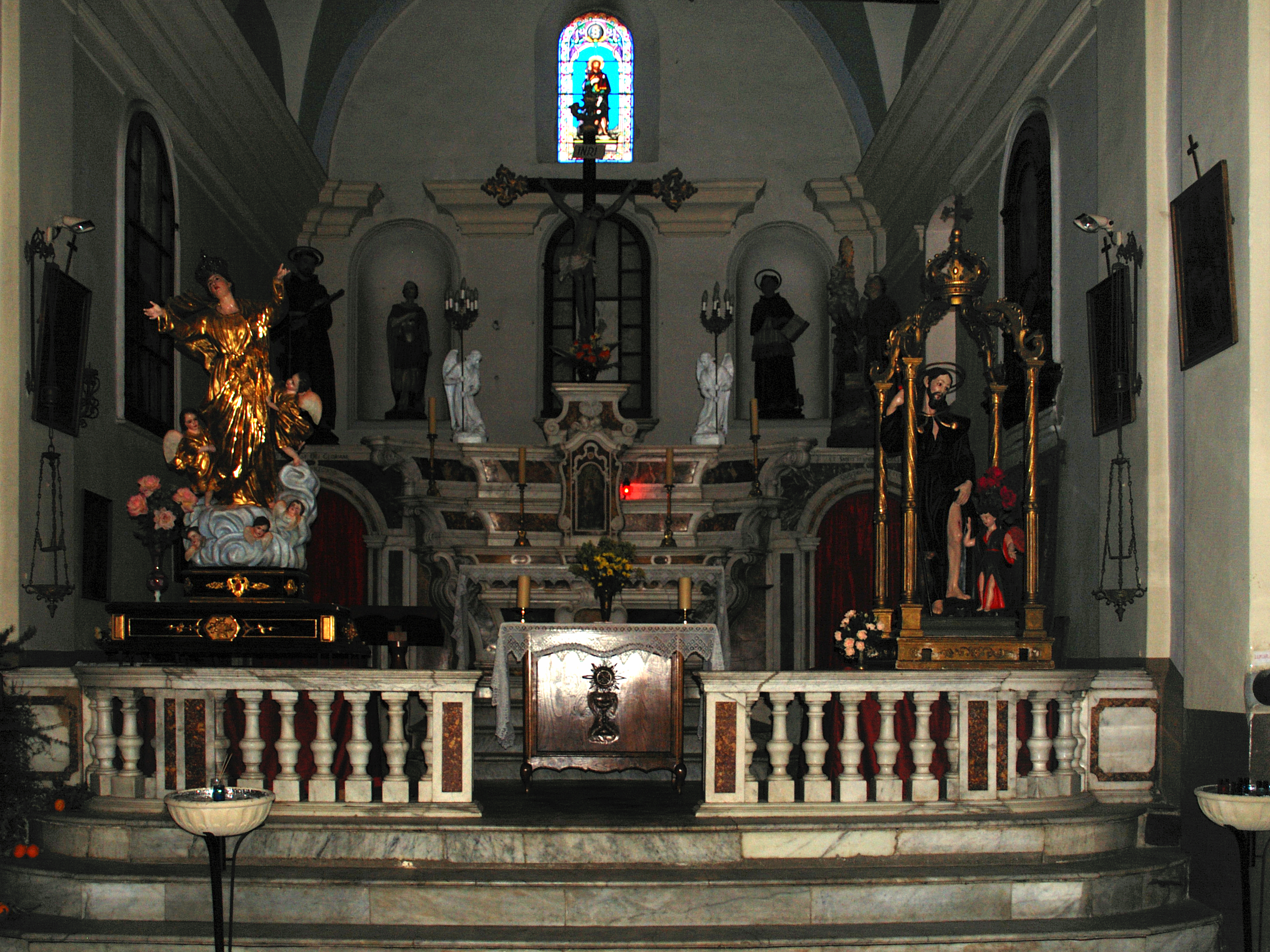
Chor der Kirche Saint-Roch

Die barocke Pfarrkirche Saint-Roch ist dem Heiligen Rochus geweiht. In ihr befinden sich mehrere als Monument historique klassifizierte Objekte. Dazu gehört eine Skulpturengruppe aus dem 18. Jahrhundert, ein Gemälde aus dem 17. Jahrhundert, der Hochaltar aus dem 18. Jahrhundert und die Orgel, die 1831 von Antonius Joseph Saladini gebaut wurde. Die Orgel wurde 1995 restauriert.
Der Nordflügel der Klostergebäude von Alzipratu ist erhalten. Im Refektorium gibt es noch Wandmalereien. Die Klosterkirche ist verfallen und der Kreuzgang ist verschwunden. Die Gebäude wurden 1966 in das Zusatzverzeichnis der Monuments historiques eingetragen. Der Couvent d’Alzipratu befindet sich heute im Privatbesitz.
Von der Kapelle San Lussoriu aus dem 10. Jahrhundert ist nur die Apsis erhalten.

## Wirtschaft
Zilia ist für seine Weinberge bekannt, besonders für den Rotwein aus der Domaine d’Alzipratu. Seit 1995 wird Quellwasser aus Zilia als Mineralwasser unter dem Namen Zilia auf ganz Korsika vermarktet. Eine andere Quelle, die Quelle von Dirza, produzierte bis 1914 Tafelwasser. Ihr Wasser ist radioaktiv und man hielt es damals für besonders verdauungsfördernd und entwässernd.